# ترجمان الدماغ الأيسر
ترجمان الدماغ الأيسر (بالإنجليزية: The left-brain interpreter)‏، هو مفهوم يُستخدم في علم النفس العصبي طوره عالم النفس مايكل غازانيغا وعالم الأعصاب جوزيف ليدوكس. يشير هذا المفهوم إلى عملية بناء نصف الكرة المخية الأيسر التفسيرات اللازمة لفهم العالم من خلال التوفيق بين المعلومات الجديدة مع ما كان معروفًا في السابق. يحاول ترجمان الدماغ الأيسر ترشيد وتفسير وتعميم المعلومات الجديدة التي يتلقاها بهدف ربط الماضي بالحاضر.
ترجمة الدماغ الأيسر هي حالة تقتضي تخصيص وظيفة الدماغ لتوليد التفسيرات دون التركيز على الأنشطة الأخرى التي تختص بها المنطقة. وُضِع مفهوم ترجمان الدماغ الأيسر اعتمادًا على التجارب السريرية التي أجريت على المرضى الذين يعانون من انفصال الدماغ، ولكن ثبُت أنه ينطبق على السلوك اليومي للأشخاص عمومًا.

## الاكتشاف
قدم مايكل غازانيغا المفهوم لأول مرة أثناء قيامه بالبحث في حالات مرضى الانفصال الدماغي في أوائل السبعينيات مع روجر سبيري من معهد كاليفورنيا للتكنولوجيا. حصل سبيري في نهاية المطاف على جائزة نوبل في الطب عام 1981 لإسهاماته في أبحاث الدماغ المنفصل.
لاحظ غازانيغا وزملاؤه أثناء إجراء التجارب الأولية ما حدث عندما كان نصفي الكرة الأيمن والأيسر لدى مرضى انفصال الدماغ غير قادرين على التواصل مع بعضهما البعض. عندما عُرِضَت في هذه التجارب صورة للمرضى داخل الحقل البصري الأيمن (المرتبط بنصف الكرة المخية الأيسر)، تمكنوا من تقديم تفسيرات لما شوهد. ومع ذلك، عندما عُرِضَت الصورة داخل الحقل البصري الأيسر (المرتبط بنصف الكرة المخية الأيمن من الدماغ)، صرح المرضى أنهم لم يروا أي شيء.
ومع ذلك، نجح المرضى عندما طُلب منهم الإشارة إلى كائنات مشابهة للصورة. فسر غازانيغا هذا بافتراضه أن الدماغ الأيمن يمكنه رؤية الصورة، ولكن لا يمكنه توليد استجابة لفظية لوصفها.

## التجارب
أُجريَت العديد من التجارب المفصّلة منذ الاكتشاف الأولي لهذا الأمر لتوضيح كيفية «تفسير» الدماغ الأيسر المعلومات الجديدة لاستيعابها وتبريرها. تضمنت هذه التجارب إسقاط صور محددة تتراوح من تعبيرات الوجه إلى مجموعات من الكلمات المصممة بعناية، واختبارات الرنين المغناطيسي الوظيفي.
اعتمدت العديد من الدراسات والتجارب على النهج الأولي لغازانيغا، وفيها يُوَجَّه نصف الكرة الأيمن إلى القيام بأشياء لا يعرفها نصف الكرة الأيسر، على سبيل المثال: عن طريق تقديم إرشادات موجودة في المجال البصري المرتبط بالنصف الأيمن فقط. مع ذلك، سيختلق ترجمان الدماغ الأيسر تفسير للفعل، دون علمه بالتعليمات التي تلقاها الدماغ الأيمن.
تمتلك تجارب نموذج الرنين المغناطيسي الوظيفي ما يسمى بـ «وضع المجموعات»، وفيه تُرتَّب السلوكيات المحددة في كتل لتُنَفَّذ على مدى فترة من الزمن، ومن ثم تُقارن استجابات الرنين المغناطيسي الوظيفي تجاه الكتل. قاس كوتستال في دراسات التصوير بالرنين المغناطيسي الوظيفي التي أجراها مستوى حساسية القشر البصري الأيمن فيما يتعلق بالتعرض الفردي لجسم ما (كالجدول مثلًا) في حالتين مختلفتي مقابل عرض جدولين مختلفين في وقت واحد. تناقض هذا مع المستوى الأدنى لحساسية النصف الأيسر للتغيرات.
وُضِعَ مفهوم ترجمان الدماغ الأيسر في البداية اعتمادًا على التجارب التي أجريت على المرضى الذين يعانون من انفصال الدماغ، ورغم ذلك ثَبُتَ أنه ينطبق على السلوك اليومي للأشخاص عمومًا.
تطور تنظيم هرمي للقشر أمام الجبهي الوحشي تُصنَّف وفقه المناطق المختلفة تبعًا لمستويات مختلفة من التفسير. يولد القشر الجبهي الحجاجي الوحشي الأيسر والقشر أمام الجبهي الوحشي البطني استنتاجات وسببية للأحداث يقيّمها بعد ذلك القشر أمام الجبهي الوحشي الظهري، ومن ثم يجري تقييم ذاتي لمختلف التفسيرات الداخلية بواسطة القشر أمام الجبهي الوحشي الأمامي.

## التوفيق بين الماضي والحاضر
إن الدافع إلى البحث عن تفسيرات وتقديم تفسيرات هو سمة إنسانية عامة، ويمكن رؤية ترجمان الدماغ الأيسر على أنه الغراء الذي يحاول تجميع القصة معًا لتوفير الشعور بالاطمئنان والانسجام للدماغ. يضفي ترجمان الدماغ الأيسر عند توفيقه بين الماضي والحاضر شعورًا بالراحة لدى الشخص من خلال توفيره شعورًا بالاتساق والاستمرارية في العالم. وهذا بدوره قد ينتج عنه الشعور بالأمان عبر إدراك الشخص ما سيؤول إليه سير الأحداث.
قد تعزز التفسيرات البسيطة التي يقدمها ترجمان الدماغ الأيسر أيضًا رأي الشخص عن نفسه وتنتج تحيزات قوية تمنع الشخص من رؤية نفسه في ضوء الواقع وأنماط السلوك المتكررة التي أدت إلى إخفاقات الماضي. يمكن موازنة التفسيرات الناتجة عن ترجمان الدماغ الأيسر عن طريق أنظمة دماغ صحيحة تتبع قيود الواقع بدرجة أكبر. يجعل تثبيط نصف الكرة المخية الأيمن عن طريق العلاج بالصدمات الكهربائية المرضى يميلون إلى قبول الاستنتاجات السخيفة التي تستند إلى منطق صحيح تمامًا. ولكن بعد العلاج بالصدمات الكهربائية لنصف الكرة المخية الأيسر، تُرفَض تلك الاستنتاجات السخيفة بسخط.
قد تتجنب الضوابط والتوازنات التي يوفرها نصف الكرة الأيمن من الدماغ السيناريوهات التي تؤدي في النهاية إلى الوهم من خلال البناء المستمر للتفسيرات المتحيزة. صرح غازانيغا في عام 2002 أن العقود الثلاثة من البحث في هذا المجال قد علمته أن نصف الكرة الأيسر أكثر ابتكارًا في تفسير الحقائق من نهج نصف الكرة الأيمن الأكثر صدقًا في إدارة المعلومات.
كشفت الدراسات التي أجريت حول الأساس العصبي لآليات الدفاع المختلفة أن استخدام آليات الدفاع غير الناضجة مثل الإنكار والإسقاط والخيال مرتبط باستقلاب الغلوكوز في القشر أمام الجبهي الأيسر، بينما ترتبط آليات الدفاع الأكثر نضجًا مثل الإدراك الذهني وتكوين الانفعال والمعاوضة والعزلة باستقلاب الغلوكوز في نصف الكرة المخية الأيمن. وجدت الدراسات أيضًا أن حجم المادة الرمادية في القشر الجبهي الحجاجي الأيسر يرتبط بمقاييس الذكاء الميكافيلي، بينما يرتبط الحجم في القشر الجبهي الحجاجي الإنسي الأيمن بمقاييس الفهم الاجتماعي والذاكرة العرضية التصريحية. توضح هذه الدراسات دور القشر أمام الجبهي الأيسر في السيطرة على بيئة الفرد على عكس دور القشر أمام الجبهي الأيمن في تثبيط التقييم الذاتي.

## التطورات الأخرى والنماذج المماثلة
توصل مايكل غازانيغا أثناء عمله على نموذج ترجمان الدماغ الأيسر إلى استنتاج مفاده أن النموذج البسيط للعقل الأيمن/ العقل الأيسر هو تبسيط مفرط للأمر؛ إذ أن تنظيم الدماغ يتم من خلال المئات وربما الآلاف من أنظمة المعالجة المعيارية.
يوجد نماذج مماثلة تدعي أن العقل يتكون من العديد من العوامل الصغيرة، أو أن الدماغ يتكون من مجموعة من العوامل المستقلة أو شبه المستقلة. ومن هذه النماذج:
- وضع توماس بلايكسلي نموذج الدماغ على غرار النموذج الخاص بمايكل غازانيغا، لكنه أعاد تسمية مصطلح «مقياس الإدراك» لمايكل غازانيغا ليصبح «مقياس الذات». [18]
- يصف نموذج العنقود العصبي الدماغ بأنه آلة حوسبة متوازية هائلة تعالج فيها عدد كبير من الخلايا العصبية المعلومات بشكل مستقل عن بعضها البعض. يسمى العنقود العصبي الذي يتمتع بإمكانية الوصول إلى المشغلات (أي أن العنقود العصبي يعمل في معظم الأحيان ضمن بيئة تعتمد على المشغلات) بـ «الشخصية الرئيسية». يعادل مصطلح الشخصية الرئيسية مصطلح مقياس الإدراك لمايكل غازانيغا. [19]
- وضع ميتشيو كاكو نموذج دماغ يشبه نموذج مايكل غازانيغا. استخدم كاكو تشبيه «الشركة الكبرى» الذي ساوى فيه مقياس الإدراك لمايكل غازانيغا بالمدير التنفيذي للشركة.[20]
- يدعي نموذج مارفن مينسكي «مجتمع العقل» أن العقل مبني على تفاعلات بين أجزاء بسيطة تدعى «العوامل»؛ تكون هذه العوامل بحد ذاتها غير عاقلة، ولكن ينتج التفاعل فيما بينها العقل.[21]
- يقول روبرت أورنشتاين إن العقل مجموعة من العوامل البسيطة.[22]
- وضع إرنست هيلغارد نظرية الانفصال الجديد التي تدعي نشوء «مراقب خفي» في العقل أثناء التنويم المغناطيسي يمتلك وعيًا منفصلًا.[23]
- علَّم جورج إيفانوفيتش غوردجيف في عام 1915 طلابه أن الإنسان ليس ذات وحيدة، وإنما ينقسم إلى عدد كبير من الذوات الصغيرة. وضع غوردجيف كذلك نموذجًا مشابهًا لنموذج مايكل غازانيغا باستخدام التشبيه الذي يقارن فيه الإنسان بالمنزل الذي يضم العديد من الخدم؛ ويساوي في هذا التشبيه مصطلح «مقياس الإدراك» لمايكل غازانيغا بسيد الخدم.[24]